# عكلة (اسم)
عكلة هو اسم علم مذكر من أصل عربي، ومعناه هو من يجمع الأشياء بعد تفرقها، من يرتب المتاع، المصارع، الغالب، والعكل اللئيم.

## وصلات خارجية
- موسوعة السلطان قابوس لأسماء العرب نسخة محفوظة 5 أبريل 2019 على موقع واي باك مشين.